# Epirhyssa xanthostigma
Epirhyssa xanthostigma är en stekelart som beskrevs av Porter 1978. Epirhyssa xanthostigma ingår i släktet Epirhyssa och familjen brokparasitsteklar. Inga underarter finns listade i Catalogue of Life.